# Hoshi (jeu de go)
Pour l’article homonyme, voir Hoshi.

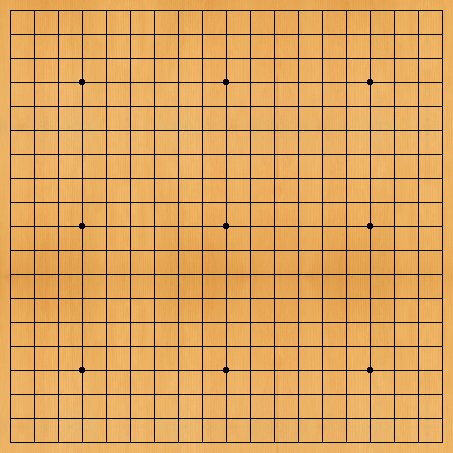
Un goban traditionnel (19x19)

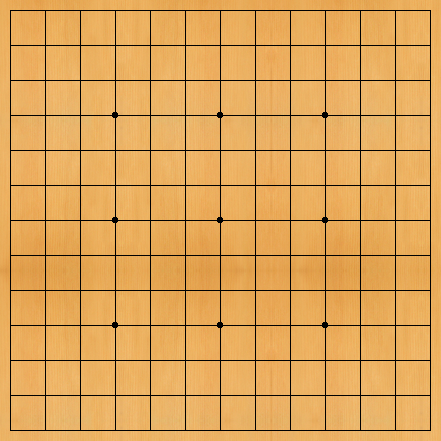
Un goban 13x13

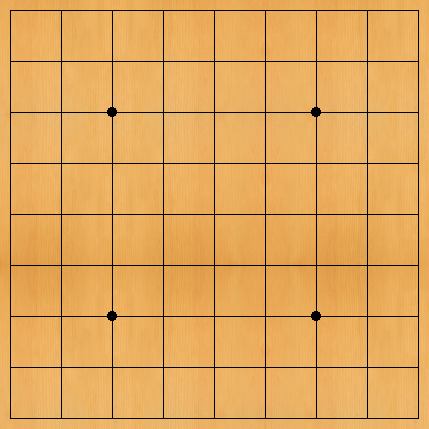
Un goban 9x9

Les hoshis (星, ほし, étoiles) sont les points noirs épais qui marquent le goban sur lequel se joue le go.
Les pierres de handicap sont traditionnellement placées sur les hoshis. Il s'agit même d'une obligation dans la règle japonaise. Les hoshis n'influent pas sur le reste du déroulement de la partie, où ils constituent de simples repères visuels pour les joueurs.
Sur le goban officiel (19x19), les hoshis sont au nombre de neuf : ce sont les points 4-4 dans les coins, 4-10 sur les bords, et le tengen (10-10).